# Onthophagus taxillus
Onthophagus taxillus là một loài bọ cánh cứng trong họ Bọ hung (Scarabaeidae).